# Водное поло на летних Олимпийских играх 1952

## Медалисты
| Золото | Серебро | Бронза |
| Венгрия Дежё Фабиан · Дежё Дьярмати · Ласло Йенеи · Дежё Лемхеньи · Карой Ситтья · Иштван Сивош · Дьёрдь Визвари · Кальман Марковитц · Анталь Больвари · Дьёрдь Карпати · Роберт Анталь · Иштван Хаснош · Миклош Мартин | Югославия Здравко-Чиро Ковачич · Велько Бакашун · Иво Штакула · Бошко Вуксанович · Ивица Куртини · Ловро Радонич · Здравко Ежич · Юрай Амшел · Владимир Ивкович · Марко Браинович · Драгослав Шиляк | Италия Джильдо Арена · Лучио Чеккарини · Ренато Де Санцуане · Рафаэлло Гамбино · Сальваторе Джонта · Маурицио Маннелли · Джеминио Оньио · Карло Перетти · Винченцо Полито · Чезаре Рубини · Ренато Трайола |